# Свещени текстове от Древен Египет
Най-известните свещени текстове от Древен Египет:
- „Текстове от пирамидите“
- „Книга за Ам Дуат“ или „Книга за Отвъдното“
- „Книга за кравата и небето“, египетска трактовка на мита за Потопа
- „Книга за вратите“, погребални текстове от амарнската епоха
- „Книга на сънищата“, съновник
- „Книга на мъртвите“, име, дадено от Жан-Франсоа Шамполион на погребална книга, чието заглавие може да се преведе „Книга за да излезеш на светлина“
- „Книга за двата пътя“
- „Книга на пещерите“
- „Книга на диханията“
- „Книга на нощта“

| Портал | Портал „Африка“ съдържа още много статии, свързани с Африка. Можете да се включите към Уикипроект „Африка“. |